# Laurens van der Post
Laurens Jan van der Post, CBE (13 de diciembre de 1906 - 16 de diciembre de 1996) fue un escritor sudafricano del siglo veinte, autor de numerosos libros, agricultor, héroe de guerra, consejero político de gobernantes británicos, amigo íntimo del rey Carlos III, padrino del príncipe Guillermo, educador, periodista, humanitario, filósofo, explorador y conservacionista. En su narración The Seed and the Sower (1963) se inspira la aclamada película de Nagisa Ōshima Merry Christmas Mr. Lawrence (1983)

## Biografía

### Primeros años y educación
Nació en la pequeña ciudad de Philippolis, en la Colonia del Río Orange, nombre británico de postguerra de los bóeres para lo que anteriormente había sido el Estado libre afrikáner de Orange en lo que hoy es Sudáfrica. Su padre, Christiaan Willem Hendrik van der Post (1856-1914), un holandés de Leiden, había emigrado a Sudáfrica con sus padres y se casó con Johanna Lubbe en 1889. Los van der Posts tuvieron un total de 13 hijos, el último de los cuales fue Laurens. El quinto hijo, Christiaan, fue abogado y político y luchó en la Segunda Guerra de los Bóeres contra los británicos. Tras la Segunda Guerra de los Bóeres, su padre fue exiliado con su extensa familia a Stellenbosch, donde fue concebido Laurens. Regresaron a Philippolis en la Colonia del río Orange, donde nació en 1906.
Pasó sus primeros años de infancia en la granja familiar y adquirió el gusto por la lectura en la extensa biblioteca de su padre, que incluía obras de Homero y Shakespeare. Su padre falleció en agosto de 1914. En 1918, van der Post fue al Gray College (Bloemfontein). Allí, escribió, le impactó profundamente que «lo estuvieran educando en algo que destruyó el sentido de humanidad común que compartía con los negros». En 1925 desempeñó su primer trabajo como reportero a prueba en el periódico The Natal Advertiser de Durban. Sus reportajes incluían sus propios logros jugando al hockey sobre hierba en Durban y Natal. En 1926, él y otros dos escritores rebeldes, Roy Campbell y William Plomer, publicaron una revista satírica llamada Voorslag (en inglés, Whip lash) que criticaba el imperialismo; estas ideas antigubernamentales los obligaron a cerrar tras conseguir publicar tres números. Después viajó tres meses con Plomer y con él navegó hasta Tokio y regresó en un carguero japonés, el Canadá Maru, experiencia que inspiró más tarde un libro a cada uno.
En 1927, van der Post conoció a Marjorie Edith Wendt (m. 1995), hija del fundador y director de la Orquesta de Ciudad del Cabo. La pareja viajó a Inglaterra y el 8 de marzo de 1928 se casó en Bridport (Dorset). Tuvieron un hijo el 26 de diciembre llamado Jan Laurens. En 1929, van der Post regresó a Sudáfrica para trabajar para el Cape Times, un periódico de Ciudad del Cabo, padeciendo grandes estrecheces económicas. «Por entonces, Marjorie y yo vivimos la pobreza más absoluta que existe», escribió en su Diario. Comenzó a asociarse con los bohemios e intelectuales que se oponían al primer ministro James Hertzog y a la política segregacionista blanca sudafricana conocida como apartheid. En un artículo titulado «Sudáfrica en el crisol de razas», expuso sus puntos de vista sobre el problema racial de Sudáfrica y escribió: «El sudafricano blanco nunca ha creído conscientemente que el nativo debería llegar a ser su igual». Además, predijo que «el proceso de nivelación y mestizaje debe acelerarse continuamente... la futura civilización de Sudáfrica, creo, no será ni negra ni blanca, sino mulata».

### La influencia de Bloomsbury
En 1931, van der Post regresó a Inglaterra. Su amigo Plomer había publicado sus obras en Hogarth Press, la famosa editorial dirigida por Leonard Woolf y su esposa, la novelista Virginia Woolf. Los Woolf eran miembros del círculo de Bloomsbury y, al ser introducido en él a través de Plomer, van der Post conoció a figuras como el orientalista Arthur Waley, el economista John Maynard Keynes y el novelista E. M. Forster.
En 1934, los Woolf publicaron la primera novela de van der Post, En una provincia, que retrataba las trágicas consecuencias de una Sudáfrica dividida racial e ideológicamente. Ese mismo año decidió convertirse en granjero de productos lácteos, como su padre, y, posiblemente con la ayuda de la poetisa Lilian Bowes Lyon, adinerada e independiente, compró la granja Colley cerca de Tetbury (Gloucestershire), con Lilian como vecina. Allí dividió su tiempo entre las necesidades de las vacas y las ocasionales visitas a Londres, donde era corresponsal de periódicos sudafricanos. Consideraba que esta era una fase sin rumbo en su vida que reflejaba la lenta deriva de Europa hacia la guerra.
En 1936 hizo cinco viajes a Sudáfrica y en uno de ellos conoció y se enamoró de Ingaret Giffard (1902-1997), una actriz y escritora inglesa cinco años mayor que él. Más tarde, ese mismo año, su esposa Marjorie dio a luz a un segundo hijo, Lucía, y en 1938 envió a su familia de regreso a Sudáfrica. Cuando comenzó la Segunda Guerra Mundial en 1939, se encontró dividido entre Inglaterra y Sudáfrica, su nuevo amor y su familia; su carrera se hallaba en un callejón sin salida y todo eso le provocó una depresión y cierta afición a la bebida.

### Servicio militar
En mayo de 1940 van der Post se ofreció como voluntario al ejército británico y, al finalizar el entrenamiento de oficiales en enero de 1941, fue enviado a África Oriental en el Cuerpo de Inteligencia como capitán. Allí se incorporó a la Force Gideon del general Wingate, quien tenía encomendada la misión de restaurar al emperador Haile Selassie en su trono deAbisinia. Su unidad condujo once mil camellos a través de un escarpado terreno montañoso y destacó como un excelente cuidador de animales. En marzo contrajo la malaria y fue enviado a Palestina para recuperarse.
A principios de 1942, cuando las fuerzas japonesas invadieron el sudeste asiático, van der Post fue transferido a las fuerzas aliadas en las Indias Orientales Neerlandesas (Indonesia), porque conocía el idioma neerlandés debido a ser un hablante natal de afrikáans. Según su propia declaración, se le dio el mando de la Misión Especial 43, cuyo propósito era organizar la evacuación encubierta de la mayor cantidad posible de personal aliado tras la desastrosa rendición de Java.
El 20 de abril de 1942 cayó prisionero de los japoneses y fue conducido a campos de concentración, primero en Sukabumi y luego en Bandung, donde destacó manteniendo la moral de un heterogéneo grupo de cautivos de diferentes nacionalidades. Junto a otros organizó una «universidad de campamento» con cursos que iban desde alfabetización básica a historia antigua, y también organizó una granja en el campamento para complementar las necesidades nutricionales. Aprendió a hablar un japonés básico, lo que le ayudó mucho. Pero una vez, deprimido, escribió en su diario: «Una de las cosas más duras de esta vida carcelaria es la tensión que provoca estar continuamente bajo el poder de personas medio locas que viven en un crepúsculo de razón y humanidad». Escribió sobre sus experiencias en prisión en A Bar of Shadow (1954), La semilla y el sembrador (1963) y La noche de la luna nueva (1970). El director de cine japonés Nagisa Oshima basó su película Merry Christmas, Mr. Lawrence (1982) en estos dos últimos libros.
Tras la rendición de Japón, mientras sus compañeros prisioneros de guerra eran repatriados, van der Post decidió permanecer en Java y el 15 de septiembre de 1945 se unió al almirante Wilfrid Patterson en el H. M. S. Cumberland y asistió a la rendición oficial de los japoneses en Java a las fuerzas británicas que representaban a los Aliados.
Van der Post pasó dos años ayudando a mediar entre nacionalistas indonesios y miembros del gobierno colonial holandés. Se había ganado la confianza de los líderes nacionalistas como Mohammad Hatta y Sukarno y advirtió tanto al primer ministro Clement Attlee como al comandante supremo aliado en el sudeste asiático, el almirante Lord Louis Mountbatten, a quien había conocido en Londres en octubre de 1945, de que el país estaba en al borde de estallar. Van der Post marchó a La Haya para repetir su advertencia directamente al gabinete holandés. En noviembre de 1946, las fuerzas británicas se retiraron y van der Post se convirtió en agregado militar del consulado británico en Batavia. En 1947, tras su vuelta a Inglaterra, había comenzado la Revolución indonesia. Ese mismo año, van der Post se retiró del ejército y se convirtió en CBE. Los acontecimientos de estos primeros años de la posguerra en Java se examinan en sus memorias The Admiral's Baby (1996).

### Vida de posguerra
Con la guerra terminada y en retiro, van der Post regresó a Sudáfrica a fines de 1947 para trabajar en el Natal Daily News, pero, al vencer en las elecciones el Partido Nacional y dar comienzo el apartheid, regresó a Londres. Más tarde publicaría una crítica del apartheid (El ojo oscuro en África, 1955), inspirando muchas de sus ideas en su creciente interés por la psicología. En mayo de 1949 la Colonial Development Corporation (CDC) le encargó "evaluar la capacidad ganadera de las mesetas deshabitadas de Nyika y Mulanje en Nyasaland", un territorio que ahora forma parte de Malawi.
Por esta época se divorció de Marjorie y el 13 de octubre de 1949 se casó con Ingaret Giffard. Antes de casarse con Ingaret se había comprometido con Fleur Kohler-Baker, la hija de un destacado agricultor y hombre de negocios que tenía 17 años y a la que había conocido en un barco. Con ella intercambió una intensa pero breve relación epistolar, y ella se sorprendió cuando rompió la relación. Se fue de luna de miel con Ingaret a Suiza, donde su nueva esposa le presentó al psicólogo y antropólogo cultural Carl Gustav Jung. Jung probablemente tendría una mayor influencia sobre él que cualquier otra persona, y más tarde afirmó que nunca había conocido a nadie con la estatura intelectual de Jung. Continuó trabajando en un libro de viajes sobre sus aventuras en Nyasaland llamado Venture to the Interior, que se convirtió de inmediato en un éxito de ventas en los EE. UU. y en Europa cuando fue publicado en 1952.
A principios de la década de 1950, cuando tenía 46 años, abusó sexualmente y luego abandonó a Bonny Kohler-Baker, la hija de 14 años de una destacada familia vitivinícola sudafricana, que había sido confiada a su cuidado durante un viaje por mar a Inglaterra. Ella quedó embarazada y, aunque él le envió un pequeño estipendio, nunca reconoció públicamente a la hija nacida de la violación infantil.
En 1950, Lord Reith (director del CDC) le pidió a van der Post que encabezara una expedición a Bechuanalandia (ahora parte de Botsuana), para evaluar el potencial del remoto desierto de Kalahari para la cría de ganado. Allí, van der Post conoció por primera vez a los cazadores-recolectores de la selva conocidos como bosquimanos. Repitió el viaje al Kalahari en 1952. En 1953 publicó su tercer libro, The Face Beside the Fire, una novela semiautobiográfica sobre un artista psicológicamente "perdido" en busca de identidad y de su alma gemela, que muestra claramente el influjo de Jung en su pensamiento y escritura.
Flamingo Feather (1955) fue una novela anticomunista, una historia de aventuras sobre un complot soviético para apoderarse de Sudáfrica. Se vendió muy bien. Incluso Alfred Hitchcock planeó filmar el libro, pero perdió el apoyo de las autoridades sudafricanas y abandonó la idea. Penguin Books reimprimió Flamingo Feather hasta el colapso de la Unión Soviética.
En 1955 la BBC encargó a Van der Post que regresara al Kalahari en busca de los bosquimanos, viaje que en 1956 se convirtió en una serie documental para televisión de seis capítulos. En 1958 se publicó su libro más conocido bajo el mismo título que la serie de la BBC: El mundo perdido del Kalahari. Siguió a esto, en 1961, The Heart of the Hunter, un derivado del libro Specimens of Bushman Folklore (1910) recopilado por Wilhelm Bleek y Lucy Lloyd, y Mantis and His Hunter, recopilado por Dorothea Bleek.
Van der Post describió a los bosquimanos como los nativos originarios del sur de África, marginados y perseguidos por todas las demás razas y nacionalidades. Dijo que representaban el «alma perdida» de toda la humanidad, una especie de vuelta al mito del buen salvaje. Pero el mito fue suficiente para impulsar al gobierno colonial la creación de la Reserva de Caza del Kalahari Central en 1961, a fin de garantizar la supervivencia de los bosquimanos, y la reserva se convirtió en parte integrante de Botsuana cuando este país se creó en 1966.

### Últimos años

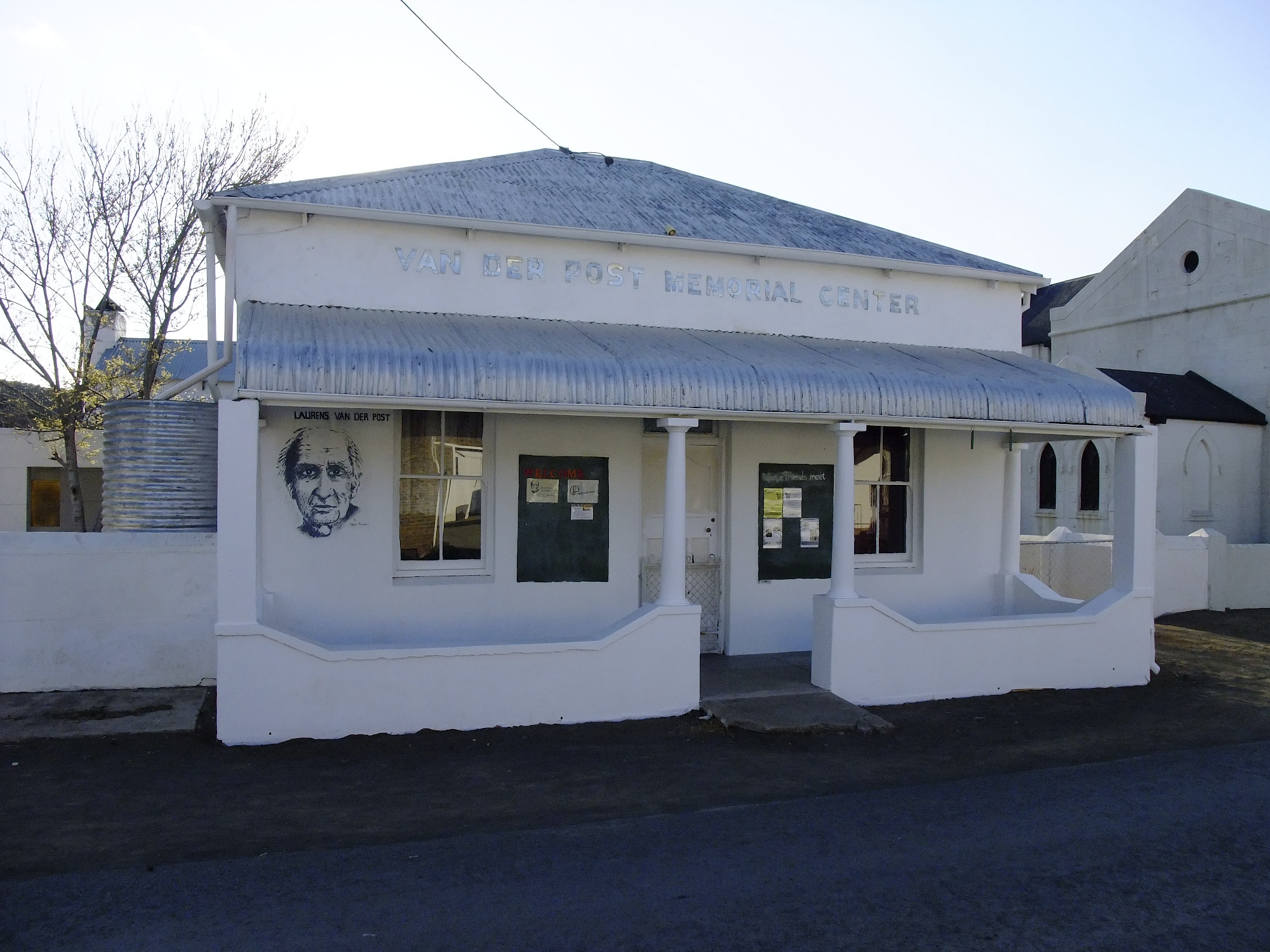
El Laurens van der Post Memorial Centre en Philippolis, Sudáfrica

Van der Post se había convertido en una celebridad televisiva bastante respetada, había presentado al mundo a los bosquimanos del Kalahari y era considerado una autoridad en el folclore y la cultura bosquimanos. «Me sentí impulsado hacia los bosquimanos», dijo, «como un sonámbulo obediente al sueño de encontrar en la oscuridad lo que en el día se les ha negado». Durante los siguientes quince años inició un flujo constante de publicaciones, incluidos los dos libros extraídos de sus experiencias de guerra (véase más arriba), el libro de viajes Un viaje a Rusia (1964) que describe un largo itinerario a través de la Unión Soviética y dos novelas de aventuras ambientadas en los límites del desierto de Kalarahi, A Story Like the Wind (1972) y su segunda parte A Far-Off Place (1974). Los últimos volúmenes, alrededor de cuatro jóvenes, dos de ellos bosquimanos, atrapados en eventos violentos en la frontera de Rodesia en los años setenta, se hicieron muy populares entre los lectores de las escuelas secundarias. En 1972 se realizó una serie de televisión de la BBC sobre su amistad de 16 años con Jung, quien murió en 1961, a la que siguió el libro Jung y la historia de nuestro tiempo (1976).
Ingaret y él se mudaron a Aldeburgh (Suffolk), donde se involucraron con un círculo de amigos que incluía al príncipe Carlos, a quien condujo luego a un safari en Kenia en 1977 y con quien mantuvo una estrecha amistad el resto de su vida. También en 1977, junto con Ian Player, un conservacionista sudafricano, creó el I Congreso Mundial de Vida Silvestre en Johannesburgo. En 1979, su vecina de Chelsea Margaret Thatcher se convirtió en primera ministra y solicitó su consejo sobre asuntos relacionados con África Sur, en particular sobre la estabilidad de Rhodesia entre 1979 y 1980. En 1981 le concedieron el título de sir o caballero.
En 1982 se lesionó la espalda en una caída y aprovechó el tiempo libre del tenis y el esquí para escribir una autobiografía, Yet Being Someone Other (1982), en la que hablaba de su amor por el mar y su viaje a Japón con Plomer en 1926 (su afecto por ese país y su gente, pese a sus experiencias en tiempos de guerra, habían sido explorados ya por primera vez en 1968 en su Retrato de Japón). Para entonces Ingaret empezaba a caer en la senilidad y pasaba mucho tiempo con Frances Baruch, una vieja amiga. En 1984 murió su hijo Jan, a quien llamaba John (que había pasado a ser ingeniero en Londres) y van der Post pasó un tiempo con su hija menor, Lucía, y su familia.

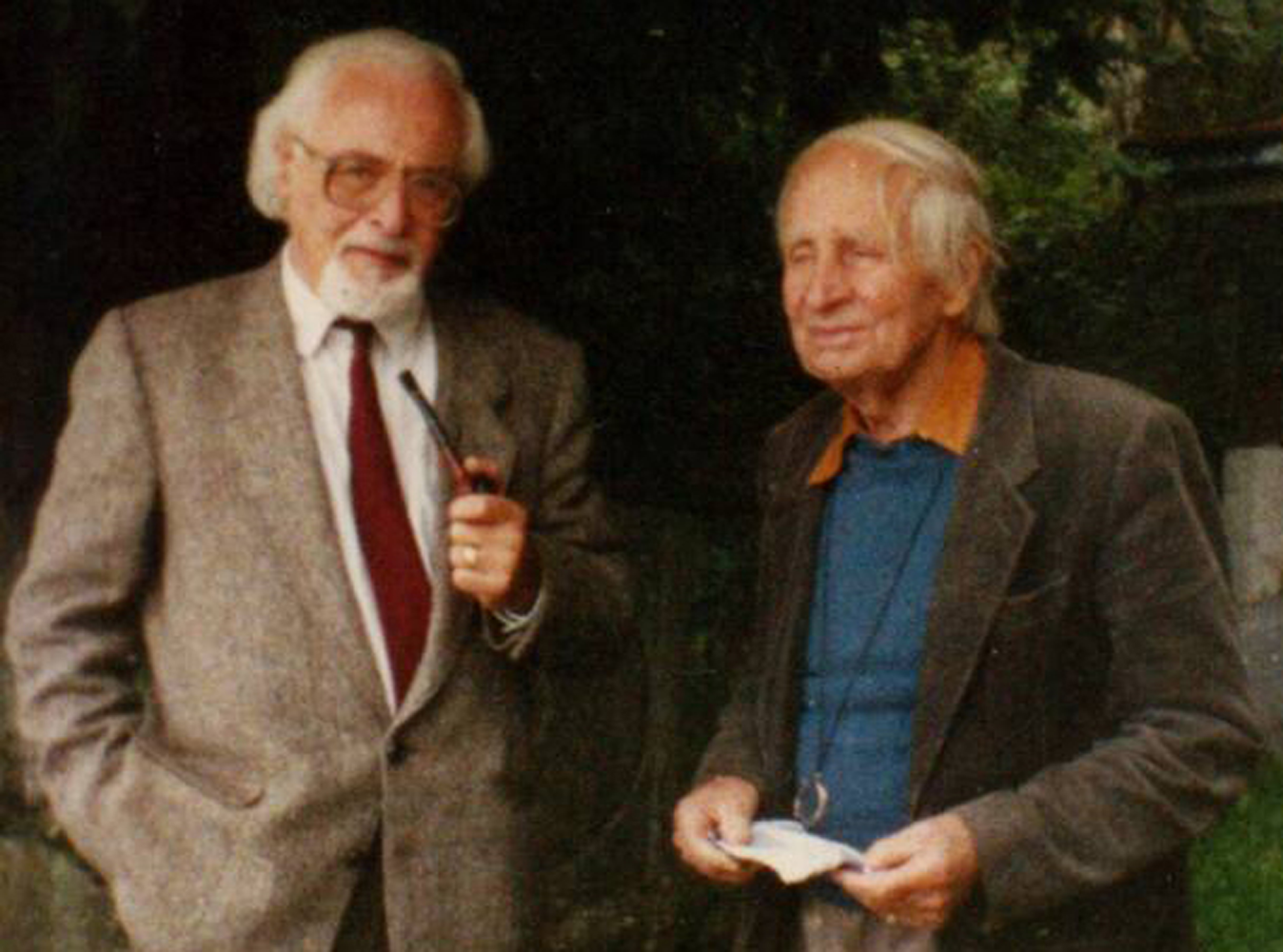
Van Dijk con Sir Laurens van Der Post, visitando juntos la Torre de Bollingen, el hogar de Carl Gustav Jung a orillas del lago de Zúrich en 1994.

En su vejez, sir Laurens van der Post participó en muchos proyectos, desde el movimiento conservacionista mundial hasta la creación de un centro de estudios junguianos en Ciudad del Cabo. A Walk with a White Bushman (1986), transcripción de una serie de entrevistas, ofrece una idea de su atractivo como conversador. En 1996 trató de evitar el desalojo de los bosquimanos de su tierra natal en la Reserva de Caza del Kalahari Central, que se había creado para tal fin, pero, irónicamente, fue su trabajo en los cincuenta para promover la ganadería en esa tierra lo que llevó a su eventual remoción. En octubre de 1996 publicó The Admiral's Baby para describir lo acontecido en Java al final de la guerra. La celebración de su 90 cumpleaños se extendió durante cinco días en Colorado, con un evento tipo «esta es tu vida» con amigos de todos los períodos de su vida. Unos días después, el 16 de diciembre de 1996, después de susurrar en afrikáner die sterre ("las estrellas"), murió. El funeral tuvo lugar el 20 de diciembre en Londres, y asistieron el jefe zulú Mangosuthu Buthelezi, el príncipe Carlos, Margaret Thatcher y muchos amigos y familiares. Sus cenizas fueron enterradas en un jardín conmemorativo especial en Philippolis el 4 de abril de 1998. Ingaret murió cinco meses después que él, el 5 de mayo de 1997.
Tras su muerte varios escritores cuestionaron la veracidad de las afirmaciones de Van der Post sobre su vida. Su reputación como «gurú» y «sabio moderno» fue cuestionada, y los periodistas publicaron ejemplos de cómo van der Post embelleció la verdad en sus memorias y libros de viajes, en especial J. D. F. Jones, quien, en su biografía autorizada Teller of Many Tales: The Lives of Laurens van der Post (2001), afirmó que este era «un fraude, un fantaseador, un mentiroso, un adúltero en serie y un paternalista. Falsificó su historial militar e infló su propia importancia en toda posible oportunidad».

## Obra selecta
Para una lista extensiva completa ver enlaces externos.
- In a Province; novela (1934).
- Venture to the Interior; viaje (1952).
- The Face Beside the Fire; novela (1953).
- A Bar of Shadow; novela (1954).
- Flamingo Feather; novela (1955).
- The Dark Eye in Africa; política, psicología (1955).
- The Lost World of the Kalahari; viaje (1958) [BBC 6-part TV series, 1956].
- The Heart of the Hunter; viaje, folklore (1961).
- The Seed and the Sower; tres novelas (1963).
- A Journey into Russia (título americano: A View of All the Russias); viaje (1964).
- A Portrait of Japan; viaje (1968).
- The Night of the New Moon (título americano: The Prisoner and the Bomb); memorias de guerra (1970).
- A Story Like the Wind; novela (1972).
- A Far-Off Place; novela, continuación de los anteriores (1974).
- Jung and the Story of Our Time; psicología, memoria (1975).
- Yet Being Someone Other; memoria, viaje (1982).
- A Walk with A White Bushman; entrevista-transcripciones (1986).
- The Admiral's Baby; memoria (1996).

## Edición en castellano
- El corazón del cazador. Ediciones Península. 2008. ISBN 978-84-8307-794-8.
- El mundo perdido del Kalahari. En busca de los bosquimanos. Ediciones Península. 2007. ISBN 978-84-8307-566-1.
- El ojo oscuro de África. El hombre blanco en el continente negro. Ediciones Península. 2002. ISBN 978-84-8307-496-1.
- Feliz Navidad Mr. Lawrence. Barcelona. Ediciones Destino. 1983. ISBN 8423312704
- Jung y la historia de nuestro tiempo. Buenos Aires: Editorial Sudamericana. 1978.
- Viaje por Rusia. Barcelona. Ediciones Destino. 1967.
- La pluma del flamenco. Barcelona. Ediciones Destino. 1956.